# Radical 40
El radical 40, representado por el carácter Han 宀, es uno de los 214 radicales del diccionario de Kangxi. En mandarín estándar es llamado 宀部　(mián bù), en japonés es llamado 宀部, べんぶ　(benbu), y en coreano 면 (myeon). Este radical es llamado radical «techo» en los textos occidentales.
El radical «techo» aparece siempre en la parte superior de los caracteres que están clasificados bajo este. Los caracteres donde aparece, en muchos casos, tienen un significado que está relacionado con los edificios techados, el concepto de refugio, etc. Por ejemplo: 家, «casa»; 宿,　«hospedarse»; 宮, «palacio»; etc.

## Nombres populares
- Mandarín estándar: 宝盖头, bǎo gàitou, «techo de “tesoro”» (ya que «tesoro», 宝, pertenece a este radical).
- Coreano: 갓머리부, gat meori bu «radical corona».
- Japonés: ウ冠（うかんむり）, u-kanmuri, «carácter silábico u (ウ) de katakana en la parte superior del carácter».[1]
- En occidente: radical «techo».

## Origen
Originalmente "宀" era un dibujo de una casa "". Por lo que el carácter, aunque actualmente conocido como "techo", recibió como carga semántica original "casa", "edificio", y también por extensión algo "fijo" (como por ejemplo ocurre en el carácter "定", dìng, fijar).

## Galería
| Estilos antiguos                                 | Estilos antiguos                  | Estilos antiguos                        | Estilos antiguos                   | Estilos antiguos                   | Estilos empleados actualmente       | Estilos empleados actualmente  | Estilos empleados actualmente    | Estilos empleados actualmente   | Estilos empleados actualmente  |
|                                                  |                                   |                                         |                                    |                                    |                                     | 宀                             | 宀                               |                                 |                                |
| 甲骨文 jiǎgǔwén (escritura de huesos oraculares) | 金文 jīnwén (escritura de bronce) | 简帛 jiǎnbó (escritura de bambú y seda) | 篆文 zhuànwén (escritura de sello) | 篆文 zhuànwén (escritura de sello) | 隸書 lìshū (estilo de los escribas) | 楷書 kǎishū (estilo regular)   | 楷書 kǎishū (estilo regular)     | 行書 xǐngshū (estilo corriente) | 草書 cǎoshū (estilo de hierba) |
| 甲骨文 jiǎgǔwén (escritura de huesos oraculares) | 金文 jīnwén (escritura de bronce) | 简帛 jiǎnbó (escritura de bambú y seda) | 大篆 dàzhuàn (sello grande)        | 小篆 xiǎozhuàn (sello pequeño)     | 隸書 lìshū (estilo de los escribas) | 繁體／繁体 fántǐ (tradicional) | 简体／簡體 jiǎntǐ (simplificado) | 行書 xǐngshū (estilo corriente) | 草書 cǎoshū (estilo de hierba) |

## Caracteres con el radical 40
| trazos | carácter                                                    |
| ------ | ----------------------------------------------------------- |
| + 0    | 宀                                                          |
| + 2    | 宁 宂 它 宄                                                 |
| + 3    | 宅 宆 宇 守 安                                              |
| + 4    | 宊 宋 完 宍 宎 宏 宐 宑 宒                                  |
| + 5    | 宓 宔 宕 宖 宗 官 宙 定 宛 宜 宝 实 実 宠 审                |
| + 6    | 客 宣 室 宥 宦 宨 宩 宪 宫                                  |
| + 7    | 宧 宬 宭 宮 宯 宰 宱 宲 害 宴 宵 家 宷 宸 容 宺 宻 宼 宽 宾 |
| + 8    | 宿 寀 寁 寂 寃 寄 寅 密 寇 寈                               |
| + 9    | 寊 寋 富 寍 寎 寏 寐 寑 寒 寓 寔 寕                         |
| + 10   | 寖 寗 寘 寙 寚 寛 寜 寝                                     |
| + 11   | 寞 察 寠 寡 寢 寣 寤 寥 實 寧 寨                            |
| + 12   | 審 寪 寫 寬 寭 寮                                           |
| + 13   | 寯 寰                                                       |
| + 14   | 寱 寲                                                       |
| + 16   | 寳 寴 寵                                                    |
| + 17   | 寶                                                          |
| + 18   | 寷                                                          |